# Jan Eliasson

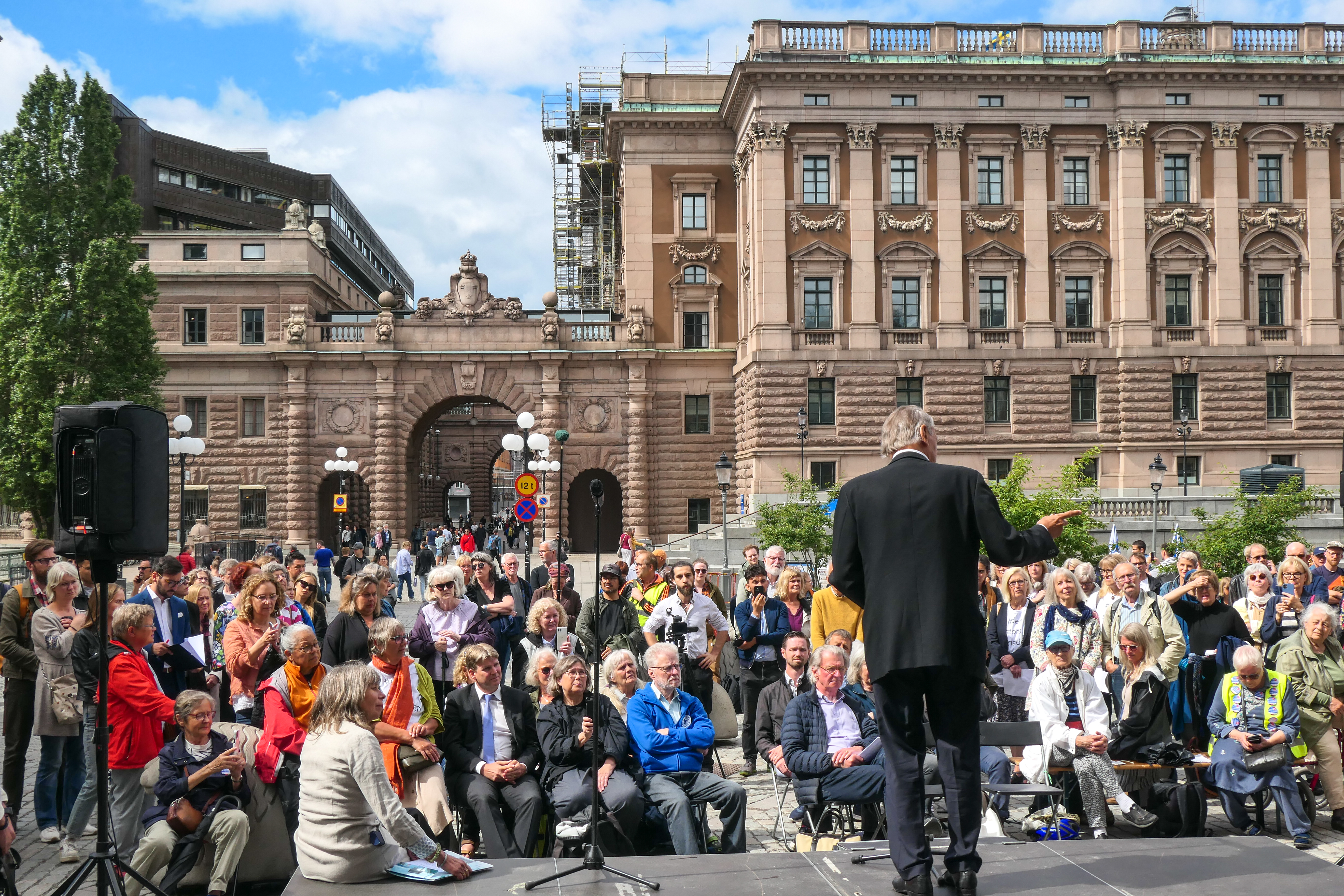
Jan Eliasson invigningstalar på utställningen "Den stora saknaden" på Mynttorget i Stockholm 2022. Här har författaren och illustratören Marit Törnqvist placerat ut 500 handskrivna brädor för att uppmärksamma alla dem som välkomnades att söka asyl i Sverige men sedan hamnade i en fälla av långa väntetider, rättsosäkra beslut, åldersuppskrivningar och ändrade lagar. Några gick döden till mötes.

Jan Kenneth Eliasson, född 17 september 1940 i Gamlestads församling i Göteborg, är en svensk diplomat och politiker (socialdemokrat). Han var ordförande i FN:s generalförsamling 2005–2006 och Sveriges utrikesminister mellan 24 april och 6 oktober 2006. Han var vice generalsekreterare för FN 2012–2016. Eliasson var ordförande i Stockholms internationella fredsforskningsinstitut (Sipri) från juni 2017–maj 2022.

## Biografi

### Uppväxt och fram till 1970-talet
Jan Eliasson är född i Gamlestaden, och uppvuxen i stadsdelarna Kålltorp och Guldheden i Göteborg. Han är ett av två barn till John Eliasson (1912-1991), ordförande för avdelning 3 i Transportfacket i Göteborg, och Karin Eliasson (född Nilsson, 1913-1999), samt bror till Roger Holtback. Brödernas far var metallarbetare på SKF och senare taxichaufför, medan deras mor arbetade som hemsömmerska.
Eliasson har arbetarbakgrund, och han fick ofta följa med sin fackligt engagerade far på demonstrationståg i hemstaden under sin barndom. Redan i unga år blev han socialdemokrat, men har inte varit verksam i partipolitiken. Eliasson studerade, som den förste i sin släkt, på Hvitfeldtska gymnasiet och åkte som utbytesstudent med AFS Interkulturell Utbildning till Indiana åren 1957–1958, där han vid ett tillfälle träffade John F. Kennedy.
Åren 1962–1966 läste Eliasson vid Handelshögskolan vid Göteborgs universitet, och 1965 tog han där civilekonomexamen. Han har även genomgått reservofficersutbildning i flottan, med examen 1962. År 1965 anställdes Eliasson vid Utrikesdepartementet (UD) och har som UD-anställd tjänstgjort vid bland annat ambassaderna i Paris, Bonn, Harare och Washington. 
Vid Uppsala universitet samarbetade han under 1970-talet med professor skytteanus Leif Lewin om att upprätta utbytesprogram mellan universitetet och utrikesdepartementet. Han var också i två omgångar gästprofessor vid dess institution för freds- och konfliktforskning. Åren 1982–1983 var han utrikespolitisk rådgivare i Statsrådsberedningen och 1983–1988 chef för UD:s politiska avdelning.

### 1980- och 1990-talet
Åren 1980–1986 deltog Eliasson som Olof Palmes rådgivare i FN:s medlaruppdrag i kriget mellan Iran och Irak. Från 1988 till 1992 tjänstgjorde han som Sveriges FN-ambassadör i New York, där han bland annat fungerade som generalsekreterarens personlige representant i Iran–Irak-konflikten. Åren 1991–1992 var han vice ordförande i Ecosoc.
Eliasson var 1992–1994 undergeneralsekreterare i FN och chef för den nyinrättade avdelningen för humanitär hjälp, Unocha, då han bland annat verkade för ökat bistånd till Somalia. I oktober 1994 blev han ordförande i ESK-gruppen för medling mellan Armenien och Azerbajdzjan i konflikten kring regionen Nagorno-Karabach. Åren 1994–2000 var han kabinettssekreterare vid UD.
Eliasson invaldes 1977 som korresponderande ledamot av Kungliga Örlogsmannasällskapet och 1997 som ledamot av Kungliga Krigsvetenskapsakademien.

### 2000-talet
Åren 2000–2005 var Jan Eliasson ambassadör i Washington. I juni 2005 valdes han (som förste svensk) till ordförande för  FN:s generalförsamling på ett mandat som löpte ut den 11 september 2006. 

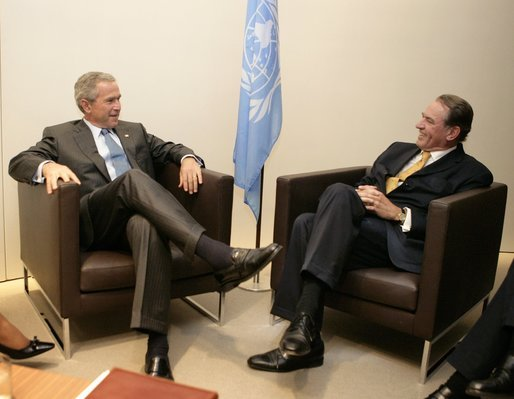
George W. Bush och Jan Eliasson, 2005.

Eliasson utsågs den 27 mars 2006 till Sveriges utrikesminister efter den avgångna Laila Freivalds. Han tillträdde posten den 24 april, men behöll sitt uppdrag i FN parallellt med utrikesministerposten. Tiden som utrikesminister blev dock kort till följd av Socialdemokraternas valförlust i september 2006. En viktig insats som utrikesminister blev evakueringen av svenskar i Libanon under kriget mellan Israel och Hizbollah sommaren 2006.
I december 2006 utsågs Eliasson till FN:s generalsekreterares särskilde sändebud i Darfur i Sudan, ett uppdrag han hade till juni 2008. Tillsammans med Margot Wallström fick han i mars 2007 i uppdrag av partiledaren Mona Sahlin att leda en rådslagsgrupp för att utveckla Socialdemokraternas utrikes- och EU-politik.
Eliasson har varit rådgivare åt Internationella Röda Korset. Han var ordförande i Anna Lindhs Minnesfond 2007–2011, och sommaren 2009 utsågs han till ordförande i Water Aid Sverige. Våren 2010 utsågs han av FN:s generalsekreterare Ban Ki-moon till särskild ambassadör för att genomföra FN:s millenniemål.

### Senare år
I januari 2012 nämndes han som möjlig kandidat till partiledarposten i Socialdemokraterna.
Jan Eliasson var sedan 1 juli 2012 vice generalsekreterare i FN. Det tvååriga mandatet förlängdes sommaren 2014. Han lämnade posten som vice generalsekreterare i FN vid utgången december 2016. Eliasson var mellan den 1 juni 2017 och den 1 juni 2022 ordförande för Sipri (Stockholms internationella fredsforskningsinstitut).

## Familj och andra aktiviteter
Jan Eliasson är gift med Kerstin Eliasson (född Englesson 1945, dotter till Sixten Englesson), och paret har tre barn. Kerstin Eliasson var åren 2004–06 statssekreterare på Utbildningsdepartementet, och under makens tid som Sveriges ambassadör i USA verkade hon som forskningsrådgivare på ambassaden. Hon har även varit ordförande för Musikhögskolans styrelse.
Det är även känt att Jan Eliasson håller på och har spelat i fotbollslaget Göteborgs Atlet- & Idrottssällskap, Gais. I Gais pojklag spelade han som elvaåring centerhalv. Han samlar sedan 1988 på förstoringsglas. Den 26 september 2009 var han huvudperson i SVT:s Här är ditt liv. 1996, 2005 och 2013 var han sommarpratare i P1; 2024 valdes han till en av vinterpratarna. År 1997 fick han hedersutmärkelsen Årets göteborgare av Sveriges Radio P4 och Göteborg & Co. Han blev 2012 utsedd till Årets Kenneth av Svenska Kennethklubben.
Den 13 maj 2022 gav Jan Eliasson ut sina memoarer i boken Ord och handling – ett liv i diplomatins tjänst.

## Utmärkelser, övriga utnämningar
- 2016 Regeringens belöningsmedalj Illis quorum av 18:e storleken i guld med kedja med motiveringen "Regeringen har valt att tilldela Jan Eliasson Illis Quorum av 18:e storleken för hans livslånga och oförtröttliga arbete i fredens och de mellanstatliga relationernas tjänst, både som företrädare för Sverige och som representant för Förenta nationerna."[28]
- Storkorset av Isländska falkorden, 24 november 1998.[29]
- Första klass av Estniska Vita stjärnans orden, 11 september 1995.[30][31]
- Storkorset av Italienska republikens förtjänstorden, 5 maj 1998.[32]
- Storkorset av Spanska Isabella den katolskas orden, 2007.[33]
- Riddare (1kl) / Officer av Förbundsrepubliken Tysklands förtjänstorden (RTyskRFO1KL), 1970.
- 2001 Ekonomie hedersdoktor vid Handelshögskolan vid Göteborgs universitet.[8]
- 2006 Hedersdoktor vid Uppsala universitets samhällsvetenskapliga fakultet. Vid det här universitetet samarbetade han under 1970-talet med professor skytteanus Leif Lewin om att upprätta utbytesprogram mellan universitetet och utrikesdepartementet; han var också i två omgångar gästprofessor vid dess institution för freds- och konfliktforskning.[10]
- 2008 Harry Martinson-priset.[34]